# Артюх, Владимир Николаевич
Владимир Николаевич Артюх (укр. Володимир Миколайович Артюх; род. 8 мая 1958, Благовещенск) — украинский военнослужащий, генерал-лейтенант Вооруженных сил. Председатель Сумской областной государственной администрации, начальник областной военной администрации (12 апреля 2023 — 17 апреля 2025).

## Биография
Окончил Харьковское высшее военное авиационное командное училище связи (1979, специальность — командная радиосвязь), Военно-воздушную академию имени Ю. О. Гагарина (1988, специальность — командно-штабная оперативно-тактическая ВВС), Национальную академию обороны Украины (2005 года, магистр, специальность — управление действиями соединений и объединений Вооружённых сил). Кандидат военных наук (2010).
Проходил военную службу на командно-штабных должностях. Работал начальником Подольского филиала государственного предприятия «Украинский государственный центр радиочастот», советником председателя Винницкой ОВА, заместителем начальника Генерального штаба Вооружённых сил Украины.
В 2020 году баллотировался в Винницкий городской совет, но не был избран.
12 апреля 2023 года назначен председателем Сумской областной государственной администрации.
В ходе российского вторжения в Украину 13 апреля 2025 года российские войска нанесли удар баллистическими ракетами по центру Сум, в результате чего погибли 34 человека и более ста получили ранения. Глава Конотопа Артём Семенихин обвинил главу ОВА Сумской области Владимира Артюха в организации награждения военных в центре Сум. После этого 14 апреля Артюх сообщил, что в день удара в Сумах планировалось проведение награждения украинских военных, однако, по собственным словам, он не инициировал мероприятие и не занимался его организацией. 15 апреля президент Украины Владимир Зеленский отправил Артюха в отставку. 17 апреля президент подписал указ о его увольнении.

## Награды
- орден «За заслуги» I степени (23 августа 2022) — за значительные заслуги в укреплении украинской государственности, мужество и самоотверженность, проявленные в защите суверенитета и территориальной целостности Украины, весомый личный вклад в развитие различных сфер общественной жизни, отстаивание национальных интересов нашего государства, добросовестное исполнение профессионального долга[9];
- орден «За заслуги» II степени (4 декабря 2007) — за весомый личный вклад в укрепление обороноспособности и безопасности Украины, образцовое выполнение воинского долга, высокий профессионализм и по случаю 16-летия Вооруженных Сил Украины[10];
- орден «За заслуги» III степени (1 сентября 1997) — за личный вклад в обеспечение боеспособности войск, высокий профессионализм[11].

## Воинские звания
- генерал-лейтенант (20.08.2008)[12];
- генерал-майор (до 2008);
- полковник (1997).